# Callistus Rubaramira
Callistus Rubaramira (ur. 8 lutego 1950 w Rubira Kyanamira Village) – ugandyjski duchowny rzymskokatolicki, od 2003 biskup Kabale.

## Życiorys
Święcenia kapłańskie otrzymał 18 maja 1975 i został inkardynowany do diecezji Kabale. Pracował m.in. jako sekretarz biskupi, ekonom diecezjalny oraz jako wikariusz biskupi dla regionu Rukungiri. Odpowiadał także za kwestie finansowe w ugandyjskiej Konferencji Episkopatu.
15 marca 2003 został prekonizowany biskupem Kabale. Sakry biskupiej udzielił mu 8 czerwca 2003 jego poprzednik - bp Robert Marie Gay.